# Pseudoxenos insularis
Pseudoxenos insularis är en insektsart som beskrevs av Kifune 1983. Pseudoxenos insularis ingår i släktet Pseudoxenos och familjen stekelvridvingar. Inga underarter finns listade i Catalogue of Life.